# Personal Shopper (film)
Personal Shopper är en fransk psykologisk thrillerfilm från 2016 i regi av Olivier Assayas.
Filmen hade världspremiär vid filmfestivalen i Cannes 2016, där Assayas delade på priset för bästa regi.

## Handling
Filmen handlar om Maureen. Hon är en amerikanska bosatt i Paris där hon jobbar som personal shopper åt Kyra, en kändis. Maureens tvillingbror dog några år tidigare, men innan döden hade de två ingått en pakt att den som dör först ska försöka kontakta överlevaren från den andra sidan. Maureen vägrar lämna Paris innan hon fått höra något från sin avlidne bror. En dag blir hon kontaktad via SMS av en mystisk främling.

## Rollista i urval
- Kristen Stewart – Maureen Cartwright
- Nora Waldstätten – Kyra
- Lars Eidinger – Ingo